# 平成17年排出ガス規制
平成17年排出ガス規制（へいせい17年はいしゅつがす規制）とは、2005年（平成17年）10月1日から日本国内で販売されるディーゼル自動車を対象に適用される自動車排出ガス規制である。
通称“新長期規制”。

## 規制値・識別記号
- 規制値：国土交通省サイト内「新車の自動車排出ガス規制値（ガソリン・LPG車含む）」（PDF）を参照のこと。
- 識別記号：今回より、従来のアルファベット2文字から3文字で表記されるようになった。1文字目は「排出ガス規制年・低排出ガス認定（PM10%減、等）」、2文字目は「燃料の種別・ハイブリッドの有無・重量車燃費基準達成状況（車両総重量が3.5tを超えるディーゼルトラック・バス）」、3文字目は「用途、重量条件等」で決定され、「PKG-LV234L2」（いすゞ・エルガ WB4.8m車）などのように表記される。詳細は国土交通省サイト内「自動車排出ガス規制の識別記号（平成17年規制以降）」(PDF)を参照のこと。

## 各メーカーの達成状況
- いすゞ自動車
  - 2005年5月19日　中型トラック・フォワードで中型車では初めて達成。
  - 2005年8月22日　大型観光バス・ガーラ（全車、ただし9m車ハイデッカーナインは翌2006年2月20日追加）※日野・セレガとの統合モデル
  - 2006年4月1日　大型トラック・ギガ（6UZ1-TCSエンジン車）
  - 2006年12月13日 小型トラック・エルフ
  - 2007年2月22日　大型路線バス・エルガ※日野・ブルーリボンIIとの統合モデル
  - 2007年6月18日　大型トラック・ギガ（トラクタシリーズ）
  - 2007年7月11日　小型トラック・エルフ100※日産・アトラスF24のOEM
  - 2007年8月7日　中型路線バス・エルガミオ※日野・レインボーIIとの統合モデル
  - 2007年8月31日　ワンボックスバン／バス・コモ※日産・キャラバンのOEM
- トヨタ自動車
  - 2006年9月7日　小型トラック・ダイナ200/300/400／トヨエースG25/G35/G45※日野・デュトロとの共同開発車
  - 2006年10月25日　ウォークスルーバン・クイックデリバリー200※エンジンは日野より供給
  - 2007年7月24日　小型バス・コースター
  - 2007年8月20日　ワンボックスバン／バス・ハイエース／レジアスエース
- 日産自動車[1]
  - 2007年1月30日　小型トラック・アトラスH43※いすゞ・エルフのOEM
  - 2007年6月14日　小型トラック・アトラスF24
  - 2007年8月31日　ワンボックスバン／バス・キャラバン
- 日産ディーゼル（当時、現「UDトラックス」）
  - 2004年11月19日　約1年前倒しして新大型トラックのクオンですべてのディーゼル車（ハイブリッド車を含む）に先駆けて適合（トラクタは2005年7月1日より）。
  - 2005年6月7日　大型路線バス・スペースランナーRA（ディーゼルエンジン単独で走行するバスで初めて適合）※2007年5月21日から三菱ふそう・エアロスター-Sとの相互OEM供給を実施。
  - 2005年7月29日　大型観光バス・スペースウィング／スペースアロー
  - 2006年11月7日　中型トラック・コンドル※エンジンは日野より供給
  - 2007年1月24日　小型トラック・コンドル※いすゞ・エルフのOEM
  - 2007年6月19日　大型観光バス・スペースウイング A／スペースアロー A※三菱ふそう・エアロクィーン・エアロエースのOEM。
- 日野自動車
  - 2005年1月19日　電気-ディーゼルハイブリッドノンステップバス・ブルーリボンシティ（バスとしては初めて達成）
  - 2005年5月24日　中型トラック・レンジャー（4・5気筒車。6気筒車は10月より）
  - 2005年8月22日 大型観光バス・セレガ（全車、但し9m車ハイデッカショートは翌2006年2月20日追加）※いすゞガーラとの統合モデル
  - 2006年2月20日　大型トラック・プロフィア（E13エンジン車）
  - 2006年3月22日　小型ノンステップバス・ポンチョ
  - 2006年9月7日　小型トラック・デュトロ（10月4日にハイブリッド車も適合）※トヨタ・ダイナ200/300/400およびトヨエースG25/G35/G45との共同開発車
  - 2007年2月22日　大型路線バス・  ブルーリボンII※いすゞ・エルガとの統合モデル
  - 2007年6月6日 中型観光バス・メルファ、中型路線バスレインボー（レインボーHR系）、小型バス・リエッセ
  - 2007年7月24日　小型バス・リエッセⅡ※トヨタ・コースターのOEM
  - 2007年8月29日　中型路線バス・レインボーII※いすゞ・エルガミオとの統合モデル
- マツダ
  - 2007年1月10日　小型トラック・タイタン※いすゞ・エルフのOEM
- 三菱ふそうトラック・バス
  - 2006年7月5日、キャンター・エコハイブリッドを追加。8月4日には標準車も適合（ただし型式については2005年に取得済）リコール隠しの影響で他社に遅れをとったが、日産ディーゼル（当時、現「UDトラックス」）から尿素SCRシステムの供給を受けることで合意。
  - 2007年4月23日　大型トラック・スーパーグレート
  - 2007年7月3日　小型バス・ローザ（2007年4月27日発表済）
  - 2007年5月21日 大型路線バス・エアロスター-S ※日産ディーゼル・スペースランナーRAとの相互OEM供給車。
  - 2007年6月15日　大型観光バス・エアロクィーン・エアロエースMS系、中型トラック・ファイター
- 三菱自動車工業
  - 2008年10月1日、パジェロ・ロングボディ車に4M41型3.2Lディーゼルエンジン搭載車を追加。
  - 2009年3月24日、パジェロ・ショートボディ車にもディーゼル仕様を追加。

## 東日本大震災による特別措置
2011年3月11日に発生した東日本大震災によって、多くの自動車メーカーの部品調達に影響が出た事から、平成17年規制車の継続生産車の登録可能（規制適合）期間が延期となった。
本来であれば、2011年9月（平成22年規制の適用開始月）まで新規登録可能とされるところを、約1ヶ月程度延長された。